# Burt Young

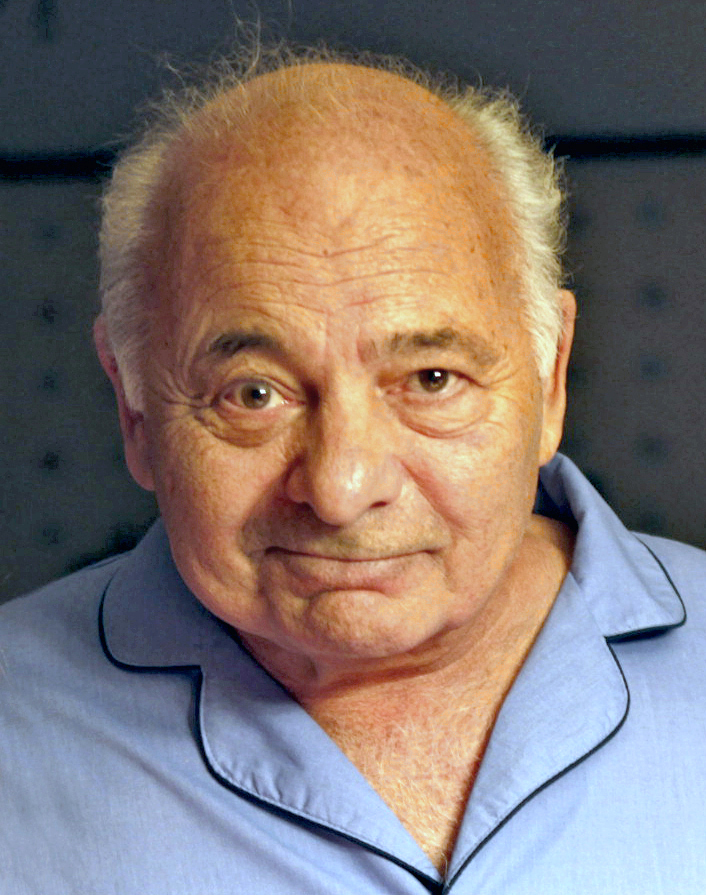
Burt Young (2012)

Burt Young (* 30. April 1940 als Gerald Tommaso DeLouise in New York City, New York; † 8. Oktober 2023 in Los Angeles, Kalifornien) war ein US-amerikanischer Schauspieler. Seine bekannteste Rolle ist die von Rockys Schwager und bestem Freund Paulie in den Rocky-Filmen. 

## Leben
Young wurde 1940 im New Yorker Stadtteil Queens unter dem Namen Gerald Tommaso DeLouise als Sohn der Italoamerikaner Josephine und Michael De Louise geboren. Während seines Dienstes im United States Marine Corps in den späten 1950er-Jahren kam er zum Boxen, nach eigenen Angaben gewann er 34 seiner 36 Kämpfe bei den Marines und alle 14 seiner professionellen Kämpfe. Danach arbeitete er als Teppichreiniger, Verkäufer und Installateur.
Über die Umwege einer Frauenbekanntschaft kam Young dazu, sich für Schauspiel zu interessieren und Schauspielunterricht im The Actors Studio bei Lee Strasberg zu nehmen. Mit 28 Jahren gab er sein Debüt als Schauspieler am Theater, ab 1969 kam er zu ersten Fernseh- und Filmrollen. Sein energischer Typ und seine äußere Erscheinung legten den gedrungenen Darsteller mit dem schütteren Haar auf das Rollenfach des „Verlierertypen aus der Unterschicht“ fest; oft spielte Young den rauen, kantigen Italoamerikaner aus der Arbeiterklasse. Ab den frühen 1970er-Jahren war er in diesem Rollenfach sehr gefragt und spielte in zahlreichen Filmklassikern markante Nebenfiguren an der Seite großer Stars. So auch 1976 in seiner bekanntesten Rolle als Rockys Schwager und bester Freund Paulie im Film Rocky an der Seite von Sylvester Stallone, wo er als frustrierter Schlachthausarbeiter in Erscheinung trat. Für seine darstellerische Leistung wurde Young für einen Oscar in der Kategorie Bester Nebendarsteller nominiert. Er trat in allen fünf Fortsetzungen der Rocky-Saga auf, zuletzt 2006. 
Neben vielen Arbeiterfiguren verkörperte er sowohl Polizisten als auch Gangster, ebenfalls oft Darstellungen von „harten Typen mit komplexen Schattierungen“. Er spielte 1974 neben Jack Nicholson in Chinatown einen betrogenen Ehemann und 1978 einen Lastwagenfahrer in dem Actionfilm Convoy neben Kris Kristofferson, Ali MacGraw und Ernest Borgnine. In dem epischen Gangsterfilm Es war einmal in Amerika war er 1984 an der Seite von Robert De Niro zu sehen, in Mickey Blue Eyes 1999 neben Hugh Grant, James Caan und Jeanne Tripplehorn. Hinzu kamen zahlreiche Gastrollen in Fernsehserien, unter anderem in Die Sopranos, Miami Vice, Columbo, Matrjoschka und Law & Order. Zuletzt trat er 2021 in Erscheinung. Sein Schaffen für Film und Fernsehen umfasst mehr als 160 Produktionen.
Youngs Ehefrau Gloria DeLouise starb bereits 1974, danach heiratete er nicht wieder. Sie haben eine 1969 geborene Tochter. Er lebte lange in Port Washington, New York. Burt Young starb im Oktober 2023 im Alter von 83 Jahren in Los Angeles.

## Filmografie (Auswahl)
- 1969: The Doctors (Fernsehserie, eine Folge)
- 1970: Carnival of Blood
- 1971: Wo Gangster um die Ecke knallen (The Gang That Couldn’t Shoot Straight)
- 1972: Straße zum Jenseits (Across 110th Street)
- 1973: M*A*S*H (Fernsehserie, Folge 2x07 Immer einen Schritt voraus)
- 1973: Zapfenstreich (Cinderella Liberty)
- 1974: Chinatown
- 1974: Unsere kleine Farm (Little House on the Prairie, Fernsehserie, Folge 1x04)
- 1974: Spieler ohne Skrupel (The Gambler)
- 1975: Der letzte Coup (Murph the Surf)
- 1975: Die Killer-Elite (The Killer Elite)
- 1975–1976: Baretta (Fernsehserie, 3 Folgen)
- 1976: Detektiv Rockford – Anruf genügt (Fernsehserie, Folge 3x03 Wo bleibt Daddy?)
- 1976: Und morgen wird ein Ding gedreht (Harry and Walter Go to New York)
- 1976: Rocky
- 1977: Das Ultimatum (Twilight’s Last Gleaming)
- 1977: Die Chorknaben (The Choirboys)
- 1978: Convoy
- 1978: Solo mit Trompete (Uncle Joe Shannon)
- 1979: Rocky II
- 1980: Blood Beach – Horror am Strand (Blood Beach)
- 1981: Kesse Bienen auf der Matte (… All the Marbles)
- 1982: Amityville II – Der Besessene (Amityville II: The Posession)
- 1982: Rocky III – Das Auge des Tigers (Rocky III)
- 1982: Der Zocker (Lookin’ to Get Out)
- 1984: Es war einmal in Amerika (Once Upon a Time in America)
- 1984: Der Pate von Greenwich Village (The Pope of Greenwich Village)
- 1984: Miami Vice (Fernsehserie, Folge 1x10)
- 1985: Rocky IV – Der Kampf des Jahrhunderts (Rocky IV)
- 1986: Mach’s noch mal, Dad (Back to School)
- 1987: Roomies (Fernsehserie, 8 Folgen)
- 1989: Blood Red – Stirb für dein Land (Blood Red)
- 1989: Letzte Ausfahrt Brooklyn (Last Exit to Brooklyn)
- 1989: Beverly Hills Brats
- 1989: Adam Sandler’s Love Boat (Going Overboard)
- 1989: Warte bis zum Frühling, Bandini (Wait Until Spring, Bandini)
- 1990: Höhenangst (Diving In)
- 1990: Rocky V
- 1990: Eine Frau von Ehre (Vendetta: Secrets of a Mafia Bride, Miniserie)
- 1991: Der rote Amerikaner (Americano rosso)
- 1992: Geschichten aus der Gruft (Tales from the Crypt, Fernsehserie, Folge 4x11)
- 1992: Wendekreis der Angst (Alibi perfetto)
- 1993: Berlin '39 – In den Fängen der Gestapo (Berlino '39)
- 1994: Columbo: Zwei Leichen und Columbo in der Lederjacke (Undercover, Fernsehreihe)
- 1994: Palast der tausend Träume 1. – 3. Teil (The Maharaja’s Daughter, Miniserie)
- 1996: Tashunga – Gnadenlose Verfolgung (North Star)
- 1996/1997: Walker, Texas Ranger (Fernsehserie, 2 Folgen)
- 1997: Der letzte Pate (The Last Don, Miniserie)
- 1997: Leichenschmaus am Hochzeitstag (The Undertaker’s Wedding)
- 1997: Law & Order (Fernsehserie, Folge 7x18 Zum Schutz der Gesellschaft)
- 1997: Alles aus Liebe (She’s So Lovely)
- 1999: Mickey Blue Eyes
- 2001: Die Sopranos (The Sopranos, Fernsehserie, Folge 3x05 Vom Tod gezeichnet)
- 2001: Plan B
- 2002: Pluto Nash – Im Kampf gegen die Mondmafia (The Adventures of Pluto Nash)
- 2004: Land of Plenty
- 2004: Kids II – In den Straßen Brooklyns (Downtown: A Street Tale)
- 2005: Carlito’s Way – Weg zur Macht (Carlito’s Way – Rise To Power)
- 2005: Transamerica
- 2006: Rocky Balboa
- 2007: Hack! – Wer macht den letzten Schnitt? (Hack!)
- 2008: Carnera – Der größte Boxer aller Zeiten! (Carnera: The Walking Mountain)
- 2008: New York, I Love You
- 2009: Law & Order: Special Victims Unit (Fernsehserie, Folge 10x13 Demenz)
- 2011: Win Win
- 2014: Rob the Mob – Mafia ausrauben für Anfänger (Rob the Mob)
- 2016: Horace and Pete (Miniserie, Folge 1x10)
- 2017: The Neighborhood
- 2018: Kevin Can Wait (Fernsehserie, Folge 2x23)
- 2018: Amityville Horror – Wie alles begann (The Amityville Murders)
- 2019: Matrjoschka (Russian Doll, Fernsehserie, 2 Folgen)
- 2019: Vault
- 2020: Beckman: Im Namen der Rache (Beckman)
- 2021: The Final Code

## Auszeichnungen
- 1977: Nominierung für den Oscar als bester Nebendarsteller (Rocky)
- Nominierung für die Goldene Himbeere als schlechtester Nebendarsteller (Rocky IV)
- Nominierung für die Goldene Himbeere als schlechtester Nebendarsteller (Rocky V)
- 2015: Atlantic City Cinefest für den Festival Prize Best Actor, Short Drama (Tom in America)
- 2014: Hoboken International Film Festival Preis für das Lebenswerk
- 2015: Nominierung für den Maverick Movie Awards (Tom in America)
- 2016: Nominierung für den Jury Award beim Queens World Film Festival (Tom in America)
- 2016: Nominierung für den Stinker Award als schlechtester Nebendarsteller in Rocky Balboa
- 1978: Nominierung für den Stinker Award als schlechtester Nebendarsteller in Convoy
- 1978: Nominierung für den Stinker Award für den schlechtesten Akzent in Convoy